# Девушка из Нагасаки (песня)
Девушка из Нагасаки — песня композитора Поля Марселя на стихи Веры Инбер.

## История
Стихи Веры Михайловны (Моисеевны) Инбер (Шпенцер), ставшие потом текстом песни, написаны в Москве, в революционном ноябре 1917-го, впервые опубликованы в её сборнике «Бренные слова», изданном в Одессе в 1922 году:
Он юнга. Родина его Марсель.

Он обожает ссоры, брань и драки. 

Он курит трубку, пьет крепчайший эль, 

И любит девушку из Нагасаки. 

У ней такая маленькая грудь, 

На ней татуированные знаки...

Но вот уходит юнга в дальний путь, 

Расставшись с девушкой из Нагасаки.

Но и в ночи, когда ревёт гроза, 

И лёжа в жаркие часы на баке, 

Он вспоминает узкие глаза 

И бредит девушкой из Нагасаки.

Янтарь, кораллы  красные,  как кровь, 

И шелковую кофту цвета хаки, 

И дикую и нежную любовь 

Везет он девушке из Нагасаки. 

Приехал он. Спешит,  едва дыша, 

И узнает, что господин во фраке

Однажды вечером, наевшись гашиша, 

Зарезал девушку из Нагасаки.
.
Песня быстро стала набирать популярность. Исполнители часто сами изменяли авторский текст и девушка из романса, татуированная японка из публичного дома, превращалась в ирландку с зелёными глазами, танцующую джигу, а юнга становился капитаном.

## Известные исполнители
- Александр Вертинский
- Вадим Козин
- Аркадий Северный
- Владимир Высоцкий
- Джемма Халид
- Полина Агуреева
- Александр Малинин
- Анастасия Спиридонова
- Александр Ф. Скляр
- группа Калинов Мост[3].
- Pyrokinesis
- Григорий Лепс
- Максим Ростиславский